# Полная система (музыка)
Полная система (др.-греч. σύστημα τέλειον, лат. constitutio tota), устар. Совершенная система — звуковая система античной музыки, представленная в виде ряда всех входящих в неё разновысотных ступеней, полный звукоряд древнегреческой и древнеримской музыки.

## Общая характеристика
Номенклатура Полной системы заимствована, главным образом, от названий струн лиры (или кифары), например, трита — третья (по счёту струна), нета (нэта) — последняя, крайняя (в тетрахорде), паранета — соседняя с нетой, меса — средняя, парамеса — соседняя с месой, лихана — от указательного пальца (др.-греч. λιχανός; ссылка на аппликатуру кифариста) и т.д. 
«Системами» (др.-греч. συστήματα) греки называли всякие звукоряды, объединяющие более чем 2 звука (трихорды, тетрахорды, пентахорды и шире, вплоть до 2 октав). Структурообразующей «системой» теоретики полагали тетрахорд.
Объединение 4 тетрахордов (одинаковой структуры) с разделительным тоном между месой и парамесой и добавленным целым тоном внизу (т.наз. «просламбано́меном») они именовали Большой полной системой. В условной высотной транскрипции в диатоническом роде её можно представить так:
Объединение 3 тетрахордов (одинаковой структуры) без разделительного тона с просламбаноменом теория именовала Малой полной системой :
Совокупность Большой и Малой полных систем именовалась Полной неизменной системой (др.-греч. σύστημα τέλειον ἀμετάβολον).
Высотный «каркас» системы образовывали (а) интервалы крайних звуков тетрахордов, соотносящиеся в кварту (4:3), (б) интервалы между парамесой и месой и просламбаноменом и гипатой низших, соотносящиеся в целый тон (9:8), (в) получающиеся в результате объединения октавы (2:1) и двойная октава (4:1). Эти ступени назывались «неподвижными» (гесто́тами). Все остальные ступени Полной системы были «подвижными» (кину́менами); их конкретные высотные значения регулировались тем или иным родом мелоса. 
Описание Полной системы (в разной степени подробности) было обязательной частью древнегреческих учебников гармонии («гармоник»), например, «Гармоники» Клеонида. Впервые Полную систему во всех трёх родах мелоса — в наименьших целых числах — выразил и описал Боэций в трактате «Основы музыки» (Mus. IV.11):
В термине «неизменная система» (др.-греч. σύστημα ἀμετάβολον впервые отмечается в трактате «Деление канона» Евклида, III век до н. э.; англ. Immutable System, Unmodulating System) закрепилась традиция считать тетрахорд соединённых («с си-бемолем») частью базового звукоряда, хотя de facto он представляет собой метаболу по системе. Такая трактовка была, вероятно, определена чрезвычайной употребительностью именно этой метаболы в самой греческой музыке. Полная неизменная система, составленная из 2 диатонических звукорядов, в современном учении о гармонии классифицируется как миксодиатоническая. Именно она легла в основу диатоники западноевропейской музыки эпохи Средневековья, прежде всего, григорианского хорала.

## Рецепция
Полная система в учениях о музыке продолжала оставаться обязательной темой до введения гексахордовой (диатонической) системы Гвидо Аретинского (первая треть XI века), но даже и после Гвидо часто фигурировала в трактатах вплоть до эпохи Возрождения. Например, в тексте, который сопровождает шифрованный бесконечный канон Рамоса де Парехи (1480-е гг.), по-прежнему используются старинные термины для тетрахордов, содержащих «двойную» ступень b/h (у Рамоса synemmenon, diezeugmenon, в терминах Гвидо — b круглое и b квадратное).  
Полную систему также именуют (в России и на Западе) «Совершенной системой». Как считает Ю.Н.Холопов, определение «совершенная» содержит оценочный момент, которого нет в оригинальной греческой теории. Поэтому правильней переводить τέλειος как «полный» (звукоряд, который полностью охватывает употребительные в музыке звуки в пределах данного рода мелоса). Однако, понятие «абсолютного совершенства», применяемое по отношению к видам октавы, отмечается уже в позднеримской теории музыки, что даёт основания считать термин «Совершенная система» до некоторой степени оправданным традицией.